# Claude Henri de Rouvroy de Saint-Simon
Claude Henri de Rouvroy comte de Saint-Simon, (Párizs, 1760. október 17. – Párizs, 1825. május 19.) francia gondolkodó. A szociológia egyik előfutára, az utópista szocializmus képviselője, aki a társadalmi fiziológia szükségességét hirdette, ami a társadalmat természettudományos egzaktsággal vizsgálva segítséget nyújthat egy új organikus rendszer, az ipari társadalom megteremtésében. Felfogásában ez tudományosan irányított jóléti rendszer, a mindenki által végzett hasznos munka társadalma, amelyet vállalkozók, tudósok és művészek vezetnek majd, s amelyben megszűnik a kizsákmányolás, és amelynek lesz egy, a tudományos pozitivizmusra épülő közös eszmeisége, egy új vallása.

## Élete és munkássága
Saint-Simon (ahogy a történetírásban röviden nevezik) arisztokrata családból származott és távoli rokona volt Louis de Rouvroy Saint-Simon hercegnek, a híres memoárírónak. Tizenhét évesen csatlakozott La Fayette márki vezette önkéntesekhez, s velük ment Amerikába, hogy az Anglia elleni amerikai függetlenségi háborúban a felkelők oldalán harcoljon, akiket Franciaország is támogatott anyagilag.
Mint oly sok liberálisan gondolkodó nemes, szimpatizált az 1789-es francia forradalommal, sőt a Claude Bonhomme polgári névre is szert tett. De 1794-ben a jakobinus terror idején éppen csak elkerülte a nyaktilót.
A forradalomban vagyonától megfosztották, elszegényedett, a direktórium 1795-ös hatalomátvétele után azonban az üzleti életben sikeres lett és ismét nagy vagyonra tett szert. 1801-ben feleségül vette a nemesi származású Alexandrine de Grandchamp-ot. A házasság azonban mégis gyorsan váláshoz vezetett és ezzel az anyagi jólét is elszállt.
Ezután szabadúszó entellektüellként élt megmaradt vagyonából.
A Antoine Destutt de Tracy köré szerveződött úgynevezett „ideológusok” nevű gondolkodók között mozgott, természettudományi és filozófiai tanulmányokat folytatott és elkezdett társadalom- és államelméleti írásokat írni, amelyek azonban legtöbbször az íróasztal fiókban maradtak. Ezek közé tartozik például a „Lettres d'un habitant de Genève à ses contemporains” (Egy genfi lakos levelei kortársaihoz) 1803-ból, amiben a modern tudományt a vallás egy fajtájaként jellemzi; további hasonló tárgyú művei: 1804-ből az „Essai sur l'organisation sociale“ (Esszé a társadalom szervezetéről); 1807-ből az „Introduction aux travaux scientifiques du XIXe siècle” (Bevezetés a XIX. század tudományos munkáiba), 1810-ből a „Histoire de l’homme” (Az ember története), 1814-ből a „Mémoire sur la science de l'homme“ (Memoár az emberi tudományról).
Napóleon 1815. évi bukása után a restauráció idején Saint-Simon fokozatosan ismertté vált, főleg publicistaként. 1816 és 1818 között titkárával, Augustin Thierryvel, a később híressé vált történésszel együtt szerkesztette és kiadta a rövid életű L’Industrie (Az ipar) című folyóiratot is.
A „Du système industriel“ (Az ipari rendszer), a „Catéchisme des industriels“ (A termelők katekizmusa) és a „De l'organisation sociale“ (A társadalom szervezetéről) című könyveivel, melyek kidolgozásában titkára, Auguste Comte, a pozivitizmus későbbi megalapítója is részt vett, Saint-Simon végül egy kvázi-próféta lett. Ezekben a művekben is történetfilozófiájának alapgondolata, hogy az eszményi rend nem az ősállapot volt, hanem a jövő társadalma lesz; a szocializmust a fejlődés szükségszerű szakaszának tekintette. Az eljövendő úgynevezett „pozitív“ korszakot a tudományon alapuló eszményi társadalmi rendben látta, amely a termelőerők maximális fejlődésén nyugszik, és így megteremti az anyagi és szellemi javak bőségét, biztosítva minden ember képességeinek szabad kibontakozását. Elképzelése szerint a társadalom vezetése a termelő osztály kezébe kerülne (megjegyzendő, hogy ebbe az osztályba sorolta a munkásokon kívül a gyárosokat, kereskedőket és a bankárokat is). Saint-Simon az általa elképzelt ideális társadalomból kihagyta a „mihasznának“ nevezett, „parazita“ osztályokat (a nemességet és a járadékosokat). Mindig hangsúlyozta a legszegényebb néposztály nehéz helyzetét, sőt élete vége felé azt remélte, hogy már a munkásság erkölcsi nyomása megváltoztatja a burzsoázia magatartását a kívánt irányba.
A halála után kiadott „Le Nouveau Christianisme“ (Az új kereszténység) című könyvében a keresztények feladatának nyilvánította a társadalmi terméknek a különböző társadalmi rétegek közötti méltányos szétosztását.

## Hatása
Saint-Simon nemcsak a saint-simonizmus néven ismert gazdasági és társadalmi elméleti iskolát alapította, ami az 1830-as 40-es években vált jelentőssé, hanem erős hatással volt a romantika több írójának társadalmi elképzeléseire és mindenekelőtt a kor több politikai szereplőjére. Annak az utópista szocializmusnak a képviselőjének számított, amit később szívesen neveztek korai szocializmusnak is, s ami kiváltotta Karl Marx tiltakozását és befolyásolta gondolkodását. A „Le Nouveau Christianisme“ című könyvével a katolikus társadalomtanítás atyjává vált, ami 1900 körül és utána a marxi ateista szocializmus alternatívája lett. 
Hite a társadalomban és az emberi együttélés szabályainak megismerhetőségében jellemezte tanítványát, Auguste Comte-t és az ő pozitivista filozófiáját.
Saint-Simon ma mint a tudományos szociológia és az utópista szocializmus képviselője ismert.

## Magyarul
- Claude-Henri de Saint-Simon válogatott írásai; ford. Justus Pál, vál. bev., jegyz. Nyilas Vera; Gondolat, Bp., 1963
- Augustin Thiérry–Saint-Simonː Az európai társadalom újjászervezéséről / Új kereszténység; ford., bev. Jordáky Lajos; Irodalmi Kiadó, Bukarest, 1969